# Acosmetia psamoides
Acosmetia psamoides är en fjärilsart som beskrevs av Oswald Beltram Lower. Acosmetia psamoides ingår i släktet Acosmetia och familjen nattflyn. Inga underarter finns listade i Catalogue of Life.